# Schloßberg 37 (Quedlinburg)

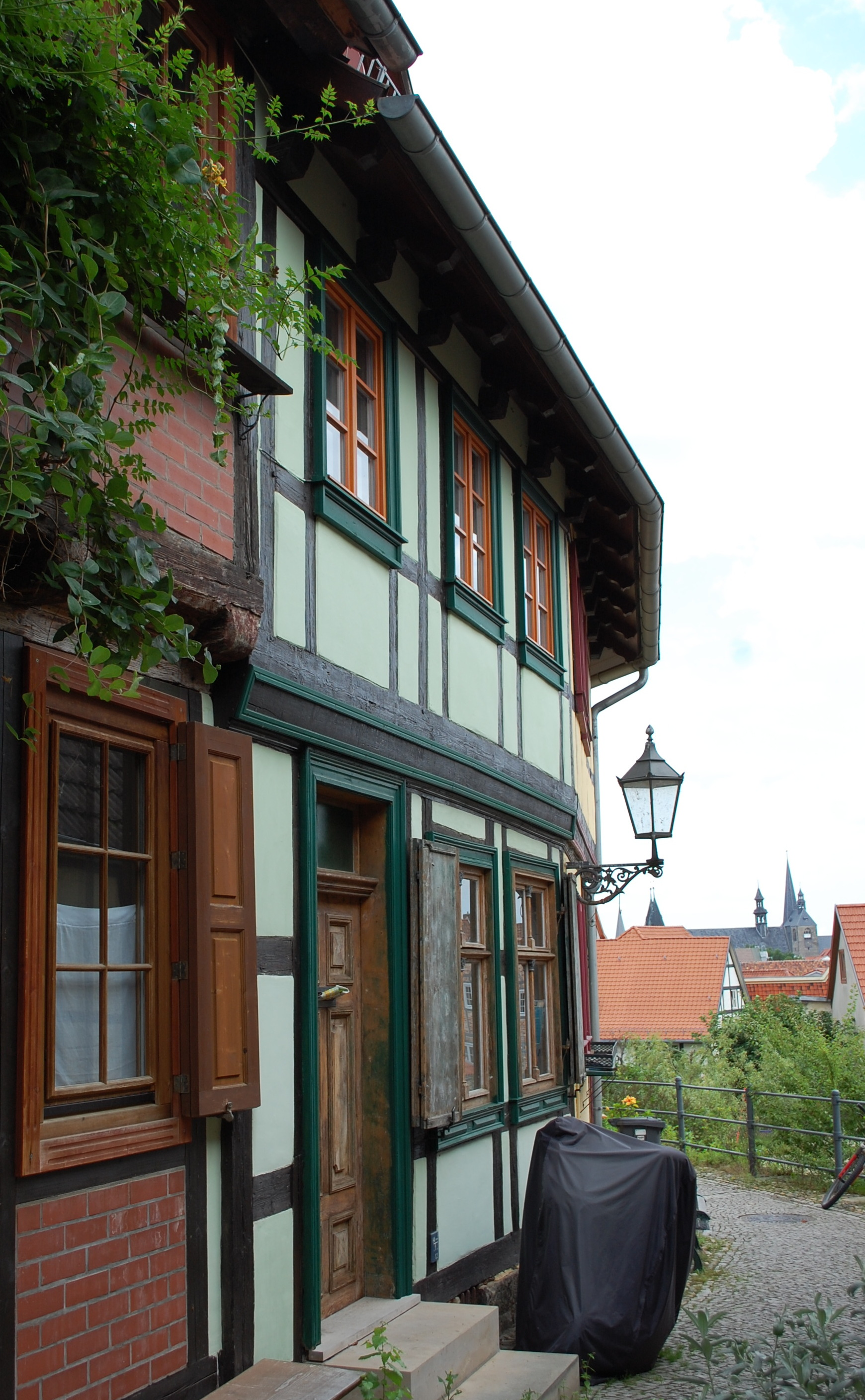
Haus Schloßberg 37

Das Haus Schloßberg 37 ist ein denkmalgeschütztes Gebäude in der Stadt Quedlinburg in Sachsen-Anhalt.

## Lage
Es befindet sich an der Ostseite des Quedlinburger Schloßbergs im Stadtteil Westendorf. Die Straße Schloßberg ist hier nur eine schmale, nur für Fußgänger geeignete Gasse. Das Haus ist im Quedlinburger Denkmalverzeichnis als Wohnhaus eingetragen und gehört zum UNESCO-Weltkulturerbe. Südlich grenzt das gleichfalls denkmalgeschützte Haus Schloßberg 36, nördlich das Haus Schloßberg 38 an.

## Architektur und Geschichte
Das kleine zweigeschossige Fachwerkhaus stammt aus der Zeit um das Jahr 1800. Es ist inklusive Fenster und Türen weitgehend original erhalten.